# Табло за обяви
Таблото за обяви е мебел в обществена сграда или на улицата, където могат да бъдат поставени отпечатани съобщения за обществеността. Например поставяне на реклами за покупка или продажба, обявяване на събития или предоставяне на информация.
Таблата често са изработени от материали като корк или дървесина, за да позволят лесно закачане и премахване на реклами от тях с помощта на габърчета.
Често срещани публични места за табла за обяви са университети, жп гари, павилиони, коридори и коридори, фоайета и кухни. Има и табла, разположени на улицата, както и импровизирани места като дървета, стени, стълбове за електричество и фенери.
Заимствани от таблата за обяви съществуват табла за обяви в уебсайтове, където могат да се оставят или изтриват съобщения, които други хора могат да видят. Мястото на традиционните табла за обяви се наследява от онлайн форумите, които са глобален заместител на старата платформа.